# Ligne 6 du métro de Naples
 (novembre 2024).
Si vous disposez d'ouvrages ou d'articles de référence ou si vous connaissez des sites web de qualité traitant du thème abordé ici, merci de compléter l'article en donnant les références utiles à sa vérifiabilité et en les liant à la section « Notes et références ».
La ligne 6 du métro de Naples est l'une des trois lignes du réseau métropolitain de la ville de Naples, en Italie. Lancé en 2007, le service est suspendu en 2013 avant de reprendre en juillet 2024. Elle est désormais dotée de huit stations entre Mostra à l'ouest et Municipio à l'est.